# Der Paukenspieler
Der Paukenspieler ist ein aus fünf Kurzfilmen komponierter Episodenfilm aus dem Jahre 1967. Regie führten Helmut Meewes, Herbert Rimbach, Volker Schlöndorff, Franz Seitz, Rolf Thiele und Bernhard Wicki.

## Handlung
Ein von Zeichnungen Paul Klees inspirierter Episodenfilm, der mosaikartig das Bild einer Wirklichkeit montieren will, in der der einzelne Mensch gesellschaftlichen Zwängen und öffentlicher Gewalt ausgeliefert ist.

### Erste Episode: „Der Tanz des trauernden Kindes“
Am Stadtrand von München feiern Tag für Tag mehrere asoziale Jugendliche in einem armseligen Nachtclub die Erfolge ihrer kleinen und wenig bedeutsamen Raubzüge. Die siebenjährige Tochter einer Beschließerin himmelt den Anführer der Jugendgang an. Als dieser junge Mann bei einer Polizeirazzia Gegenwehr zeigt und dabei erschossen wird, beginnt das Mädchen mit einem ihm gewidmeten Tanz.

### Zweite Episode: „Glockentönin Bim“
Die junge Marie Louise war einst mit einem höheren Beamten verheiratet, ist aber schon frühzeitig zur Witwe geworden. Ihr bleibt jetzt nur noch Friedrich Hofstetter, ihre Jugendliebe. Beide fühlen sich seit jeher tief und inniglich verbunden, doch haben sie, aus ökonomischen Gründen, nie geheiratet. Sehr spät wollen die beiden nunmehr alten Liebesleute doch noch diesen finalen Schritt, der ihre Zusammengehörigkeit unterstreichen soll, wagen. Doch es ist zu spät: Friedrich stirbt kurz vor der Eheschließung.

### Dritte Episode: „Die Träne“
Ein abgebrühter und zynischer Journalist, der bei einer Boulevardzeitung als Reporter arbeitet, reist mit einem Kollegen, einem für den Bildteil der Story verantwortlichen Fotografen, zwecks Infotour nach Jugoslawien. Als er dort ein junges Liebespaar beobachtet, versteift er sich zu der Behauptung, dass es wahre Liebe und menschliches Glück in Wahrheit gar nicht geben würde. Mit einem üblen Trick gelingt es ihm, seine These zu untermauern.

### Vierte Episode: „Ein unheimlicher Moment“
Franzl ist ein ziemlich unreifer und verzogener Teenager-Bengel, dem die Konsequenzen seines Handelns nicht klar sind. Er findet es lustig, aus dem Wohnungsfenster der Eltern mit seinem Kleinkalibergewehr auf Dinge zu schießen. Dabei handelt es sich mal um alte Matratzen, mal um Kochtöpfe. Doch die Anwohner geraten in Panik, da sie glauben, dass ein irrer Amokschütze sein Unwesen treibe. Die alarmierte Polizei und die Feuerwehr rückt an und beginnt, angespornt durch die aufgekommene Hysterie der Schaulustigen und vermeintlichen Zeugen, den „Wahnsinnigen mit dem Gewehr“ auszuräuchern.

### Fünfte Episode: „Militärischer Spuk“
Im letzten Teil steht ein Weltkriegsveteran im Zentrum des Geschehens. Der Generaloberst ist ein verdienter Offizier, zu dessen Ehren am Vorabend seines 80. Geburtstages ein großer Zapfenstreich durchgeführt werden soll. Anlässlich seines Paradierens im Rahmen der militärischen Zeremonie beginnt der alte Haudegen darüber nachzudenken, welche Fehler er in einer von ihm einst zu verantwortenden Winterschlacht, bei der viele junge Soldaten ihr Leben lassen mussten, gemacht hat. Nach so vielen Jahren melden sich endlich bei ihm die lange verdrängten Gewissensbisse.

## Produktionsnotizen
Der Paukenspieler entstand in verschiedenen Monaten des Jahres 1967 an verschiedenen Drehorten in der Bundesrepublik Deutschland sowie in Jugoslawien (dritte Episode, am Ufer der Save nahe Belgrad). Der Film passierte am 21. Dezember 1967 die FSK. Ob es zu diesem Zeitpunkt eine (vermutlich im Rahmen einer geschlossenen Veranstaltung abgehaltene) Aufführung gab, ist nicht nachzuweisen. Offiziell erstmals aufgeführt wurde der Streifen stark verspätet am 23. Januar 1981 im kommunalen Kino zu Frankfurt am Main. Der Massenstart war im Juli 1983.
Über die Reihenfolge der einzelnen Episoden herrscht bei den Quellen Uneinigkeit. Die Produktionsfirma Franz Seitz Filmproduktion, München, nennt oben angegebene Reihenfolge.

## Kritik
Im Lexikon des Internationalen Films steht geschrieben: „Obwohl der Anspruch nicht immer überzeugend eingelöst wird, ein reizvolles cineastisches Dokument – immerhin waren prominente Filmemacher beteiligt.“